# Powstanie zazejskie
Powstanie zazejskie (ros. Зазейское восстание) – antysowieckie wystąpienie zbrojne Kozaków amurskich i chłopów w powiecie błagowieszczeńskim obwodu amurskiego na początku 1924 roku.
Bezpośrednią przyczyną wybuchu powstania była decyzja Dalriewkomu o podniesieniu podatku produkcyjnego do 25%, podjęta jesienią 1923 roku. Za uchylanie się od tego w obwodzie amurskim było aresztowanych wielu mieszkańców. W grudniu tego roku w Harbinie odbyło się zebranie przywódców białej emigracji na czele z gen. Jefimem G. Syczowem, przewodniczącym Amurskiej Organizacji Wojskowej, na którym postanowiono doprowadzić do powstania nad Amurem. 4 stycznia 1924 roku doszło do pierwszego starcia zbrojnego na granicy pomiędzy 200-osobowym oddziałem wojskowym, próbującym przedostać się z Mandżurii do ZSRR a sowieckimi pogranicznikami z 20 Amurskiego Pogranicznego Szwadronu Kawalerii. Ciężkie walki trwały do 14 stycznia, kiedy powstańcy zostali zmuszeni do odwrotu do wsi Tambowka. Tam został założony sztab powstańczy, a wieś stała się „stolicą” powstania. Przywódcy powstańczy utworzyli Tymczasowe Amurskie Przedstawicielstwo Obwodowe pod kierownictwem R.G. Czeszowa. Na czele formowanych sił powstańczych stanął N. I. Korżeniewski. Funkcję szefa sztabu objął esauł Mańkow. Z mandżurskiego pogranicznego miasta Sachalian były transportowane dostawy uzbrojenia i wyposażenia wojskowego. W powstaniu wzięli udział Kozacy amurscy i miejscowi chłopi. Łączna liczebność sił powstańczych doszła do 4 tys. ludzi. Do poł. stycznia powstanie rozszerzyło się na obszar wołości gilczyńskiej, tambowskiej, nikołajewskiej i jerkojeckiej powiatu błagowieszczeńskiego. 16 stycznia powstańcy zajęli wieś Piesczano-Oziorsk. Dzięki temu kontrolowali ponad 20 wsi, nie licząc chutorów. 
18 stycznia rozkazem dowódcy sowieckiej 5 Armii została sformowana Grupa Amurska dla zlikwidowania powstania. W jej skład weszły 5 Amurski Pułk Strzelecki, 26 Pułk Kawalerii, 1 Szwadron 2 Priamurskiej Dywizji Kawalerii, pociągi pancerne nr 12 i 14 oraz konno-górska bateria artylerii Kubańskiej Brygady Kawalerii, a także oddział słuchaczy 32 szkoły dywizyjnej ze wsparciem 100 aktywistów partyjnych. Do 23 stycznia wojsko rozgromiło południowo-wschodnią grupę sił powstańczych w wołości tambowskiej, zaś do 1 lutego północno-wschodnią w rejonie wsi Piesczano-Oziorsk. Doprowadziło to do upadku powstania. Większość powstańców uszła do Mandżurii wraz ze swoimi rodzinami. Czekiści rozstrzelali co najmniej 1 tys. osób mieszkających na terenach powstania. Podatek produkcyjny powiększono 2 razy. Pomimo tego jeszcze przez kolejne miesiące zdarzały się napady na sielsowiety i zabójstwa sowieckich aktywistów.